# Lake Ianthe/Matahi
Der Lake Ianthe/Matahi ist ein See in der Region West Coast auf der Südinsel von Neuseeland.

## Geographie
Der Lake Ianthe/Matahi befindet sich rund 15 km östlich der Mündung des Wanganui River in die Tasmansee und rund 45 km südwestlich von Hokitika. Die bis zu 1076 m hohen Bonar Range erheben sich südöstlich angrenzend an dem See. Der Lake Ianthe/Matahi selbst liegt auf einer Höhe von 27 m und deckt eine Fläche von rund 5,5 km² ab. Er erstreckt sich dabei über eine Länge von rund 3,5 km in Nordnordost_Südsüdwest-Richtung und misst dabei an seiner breitesten Stelle rund 2,3 km in Ost-West-Richtung.
Seinen Wasserzulauf erhält der See durch kleinere Creeks von den umliegenden Bergen und entwässert über den Ianthe Creek an seiner südwestlichen Seite.
An seiner Ostseite führt der New Zealand State Highway 6 vorbei, an der auch zwischen dem See und dem Highway der Lake Ianthe Matahi Campsite zu finden ist.